# 新・星の金貨
『新・星の金貨』（しんほしのきんか）は、2001年4月25日より6月27日まで毎週水曜日22:00 - 22:54に、「水曜ドラマ」枠で放送された日本のテレビドラマである。原案は野島伸司、脚本は武田菜穂。主演は藤原竜也と星野真里。タイトルを『新・星の金貨 -Die Sterntaler-』とするサイトもある。

## 概要
1995年から1997年に放送された『星の金貨』『続・星の金貨』『星の金貨 完結編スペシャル』の新編となるドラマである。前3作が出演者もストーリーもほぼ同じ主人公を中心とした悲恋となっていたのに対して、本作は前作のストーリーが完結したこともあってか、キャストが一新されており、先天性聴覚障害者（必然的に喋れない）の主人公の悲恋ということくらいしか共通点は無い。前3作とストーリー的なつながりはほとんど無いが、本作にも永世会病院（『星の金貨』『続・星の金貨』で舞台になった病院）や永世会病院に勤務する小泉美和が登場し（シリーズ全作に登場したのは美和のみ）、同一世界であることは示唆されている。また、本作の時点では前3作に登場した永井拓巳（竹野内豊が演じた）が永世会病院の院長に就いている設定となっているが（拓巳は『続・星の金貨』最終話で院長就任）、海外赴任中という設定であったため本作には登場していない。
主役の森田まひる役は、当初は鈴木あみが演じる予定だったが、所属事務所とのトラブルから2月ごろに降板した。キャラクターの設定上手話を使う必要があったため、代役探しに時間がかかり、最終的には星野真里が起用された。それに伴って放送開始が2週間延期され、放送回数も2話分短縮された。なお、星野はこのドラマの主題歌で歌手デビューもしている。また、橋本由香里役を演じる予定だった椎名法子も降板となり、藤崎奈々子が代役となった。
番組の発表は同時期の他のドラマから出遅れる形で、2001年3月7日に『FACE〜見知らぬ恋人〜』最終回の後に予告編が放送された。この時点では主演が藤原竜也であることが示された一方、ヒロイン役は明示されず、鈴木の降板も予告編放送後から2日後の3月9日に判明した。また、脚本には『向井荒太の動物日記 〜愛犬ロシナンテの災難〜』に参加した武田菜穂が起用された。

## ストーリー
森田まひるは沖縄の孤島に生まれ育ち、5歳のころに母親と生き別れていた。寂れた食堂で養父母と共に暮らすまひる。そんな不幸な少女に、神は更なる試練を与えた。まひるは生まれつき耳が聞こえなければ声を発することもできないろうあ者だったのだ。しかも彼女は養父母に虐待を受けていた。そんな過酷な運命を持った少女は、しかしそれでもけなげに毎日を生きていた。元気にしていればいつか東京で暮らす母親と会えると。それだけを支えにして彼女はつらい日々を送っていた。

## キャスト
主要人物
- 村岡一樹（東京の大学生・ダイビングサークル） - 藤原竜也
- 森田まひる（耳と口が不自由） - 星野真里

東京の大学生
- 長谷川美月（ダイビングサークル） - 奥菜恵
- 岩瀬真（ダイビングサークル） - 吉沢悠
- 澤木弘人（ダイビングサークル） - 高杉瑞穂

実業団陸上部
- 間宮修介（元陸上選手・実業団の陸上部監督） - 榎木孝明
- 麻生恵理（実業団陸上部） - 小西真奈美

まひるの関係者
- 石渡（まひるの養父） - 大杉漣
- 石渡（まひるの養母） - 吉田日出子
- 藤崎律子（まひるの実の母親） - 手塚理美

その他
- 岩瀬鈴音（真の妹・ろうあの少女） - 柳沢なな
- 村岡芳枝（一樹の母親） - 吉沢京子
- 澤木光彦（弘人の父親・澤木建設社長） - 峰岸徹
- 橋本由香里 - 藤崎奈々子
- 冴島栞（財界の大物の孫娘） - 伴杏里
- 小泉美和（永世会病院の副院長兼脳外科医） - 田中美奈子
- 中谷（外科医） - 竹脇無我

## スタッフ
- 原案 - 野島伸司
- 脚本 - 武田菜穂
- 音楽 - 溝口肇
- 演出 - 吉野洋、倉田貴也、若松央樹
- オープニングテーマ - 星野真里「ガラスの翼 ～星の金貨～」
- イメージソング - 松田博幸「愛してると言う前に」
- 企画 - 佐藤敦
- 美術デザイン - 門奈昌彦
- 企画協力 - 野島事務所
- プロデュース - 西憲彦、伊藤響、太田雅晴、安念正一
- 制作協力 - 5年D組
- 製作著作 - 日本テレビ

## 放送日程
| 第1話                                                      | 2001年4月25日 | 神話は南の海から…ろうあの少女の激しくせつない純粋愛 | 17.6% |
| 第2話                                                      | 5月02日       | 愛のための自殺未遂                                  | 16.4% |
| 第3話                                                      | 5月09日       | シャボン玉の恋人…                                   | 13.4% |
| 第4話                                                      | 5月16日       | 突然のプロポーズ…母に言えない理由                   | 14.8% |
| 第5話                                                      | 5月23日       | 禁断の告白…二人の愛に揺れて                         | 14.9% |
| 第6話                                                      | 5月30日       | 別れの観覧車…破局した二人                           | 13.3% |
| 第7話                                                      | 6月06日       | 運命の事故…あの人はもう帰らない…                    | 14.6% |
| 第8話                                                      | 6月13日       | 最後の告白…星金シリーズ完結に迫る!                  | 12.1% |
| 第9話                                                      | 6月20日       | 生命装置切断…母が見捨てた命                         | 12.9% |
| 最終話                                                     | 6月27日       | 愛を信じて走れ!緊急大手術…植物状態の悲しい約束      | 16.9% |
| 平均視聴率 14.7%（視聴率は関東地区・ビデオリサーチ社調べ） |               |                                                     |       |

## 受賞歴
- 第29回ザテレビジョンドラマアカデミー賞
  - 主演女優賞（星野真里）[4]